# 1-й Красногорский проезд
1-й Красного́рский прое́зд — улица на северо-западе Москвы в районе Щукино Северо-Западного административного округа от Волоколамского шоссе.

## Происхождение названия
1-й Красногорский является одним из четырёх проездов внутригородского посёлка Красная Горка, построенного в 1928 года. Посёлок унаследовал имя древнего урочища (пустошь Красные Горки показана на плане XVII века). Есть мнение, что данное название связано с сосновым бором (в народной номенклатуре — краснолесье), находившимся на возвышенности — горке, то есть красная горка — возвышенность с сосновым лесом, но многочисленные Красные горки средней полосы России названы так по иной причине: это горки «тёплые», то есть хорошо прогреваемые солнцем; весной с них первых сходит снег, они раньше других зеленеют и используются как места народных гуляний.

## Описание
Все четыре Красногорских проезда располагаются в треугольнике образованном Волоколамским шоссе с юга, Малым кольцом МЖД с востока и железной дорогой Рижского направления с северо-запада. 1-й Красногорский проезд описывает дугу вдоль Волоколамского шоссе. Начинается справа от Волоколамского шоссе сразу за мостом последнего над Малым кольцом МЖД, проходит на северо-запад параллельно железной дороге (перегон «Серебряный бор»—«Братцево»), затем поворачивает на запад, слева от него отходит 4-й Красногорский проезд, затем поворачивает на юго-запад, пересекает 2-й Красногорский проезд и выходит вновь на Волоколамское шоссе.

## Учреждения и организации
по нечётной стороне:
- № 1 — Экспоконста;
- № 3 — «Строительная артель»;
- № 5 — ФГУП «Главное управление инженерных работ № 2 при Федеральном агентстве специального строительства»;

по чётной стороне:
- № 12 — Экспоцентр; Московская северная таможня, выставочный таможенный пост.